# Maxcanú

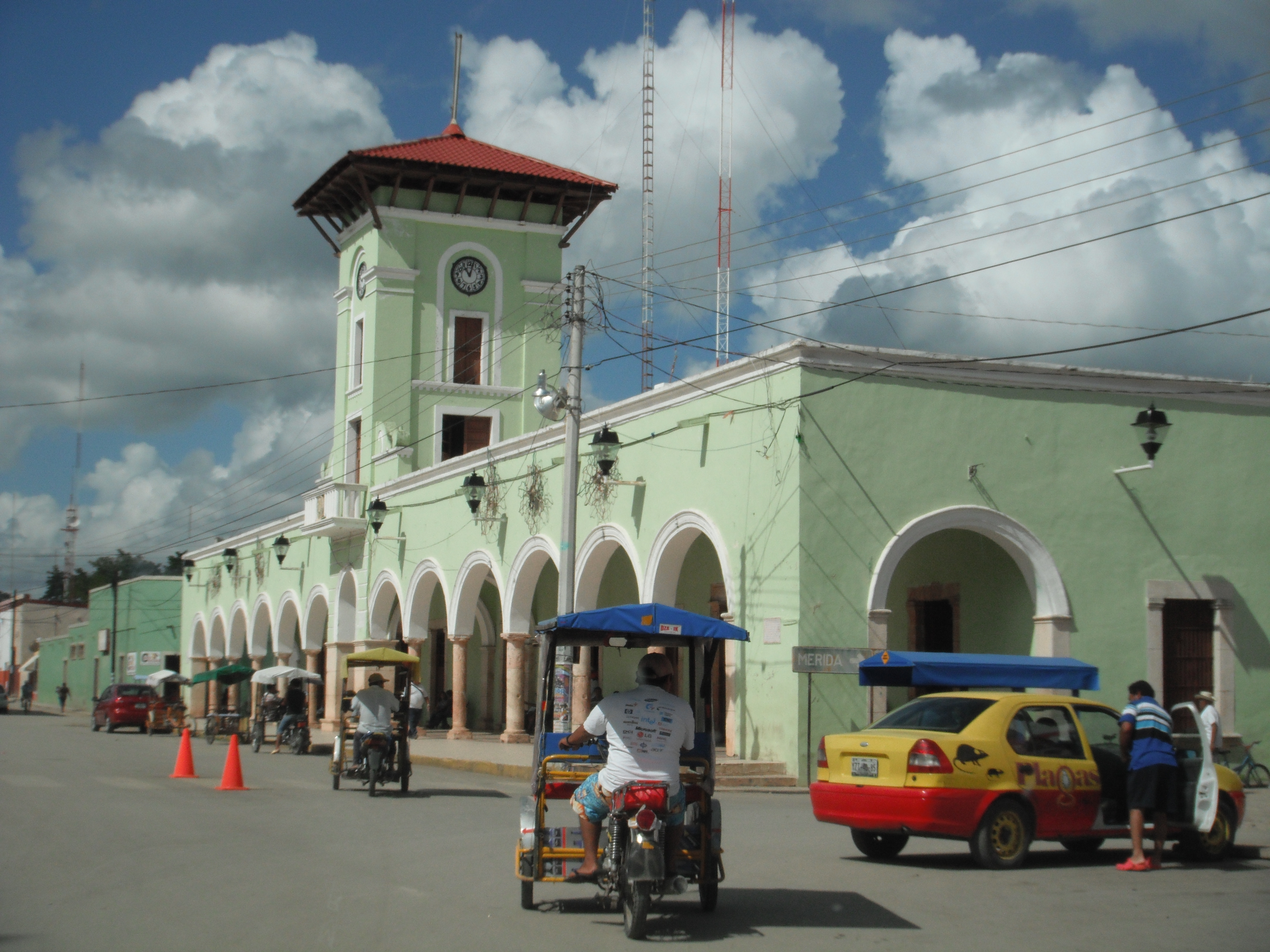
Maxcanú em 2015

Maxcanú é um município do estado do Iucatã, no México. A população do município calculada no censo 2005 era de 20.830 habitantes.